# لب دریا لسکوکلایه
لب دریا یک روستا در ایران است که در استان گیلان واقع شده‌است. لب دریا ۷۹۱ نفر جمعیت دارد
"لب دریا" یک روستای مستقل از روستاهای همجوار است و درج هر گونه پیشوند و پسوند به همراه نام محل صحیح نبوده و نظر و سلیقه شخص ملاک‌ نیست .
این روستا به علت موقعیت جغرافیایی که دارد ، هر ساله میزبان مسافران و توریست های زیادی است.